# Форнер, Лола
Ло́ла Форне́р (Мари́я Доло́рес Форне́р, исп. María Dolores Forner; род. 6 июня 1960, Аликанте) — испанская актриса, модель.
В 1979 году завоевала титул «Мисс Испания». Снималась в фильмах с Джеки Чаном «Закусочная на колёсах» (1984) и «Доспехи бога» (1987). В 1988 году входила в состав жюри Евровидения от Испании. Сыграла немало ролей в телесериалах.

## Фильмография
- 1979 — The Family, Fine, Thanks — Мария
- 1981 — Duelo a muerte — Изабель
- 1981 — Lobo negro, El
- 1981 — Dos y dos, cinco — Тина
- 1983 — Desastres de la guerra, Los
- 1983 — Проект А — Дочь контр-адмирала
- 1984 — Закусочная на колёсах — Сильвия
- 1984 — Shouts of Anxiety
- 1984 — Último penalty, El
- 1986 — Белый апач — Восходящее Солнце
- 1987 — Доспехи бога — Мэй
- 1987 — Scalps, venganza india — возлюбленная Коннора
- 1988 — Mikola a Mikolko — Зора
- 1990 — Forja de un rebelde, La —
- 1990 — Leyenda del cura de Bargota, La (TV)
- 1990 — Pareja enloquecida busca madre de alquiler
- 1990 — Non', ou A Vã Glória de Mandar — принцесса Дона Изабелла
- 1990 — Ricos y famosos — хозяйка
- 1993 — Amor de papel — Ребека де Кордоба
- 1996 — Tu pasado me condena (TV)
- 1999 — Familia… 30 años después, La (TV)
- 2000 — Paraíso — Соня
- 2001 — Secreto, El — Елена Вега
- 2002 — Lisístrata — Колония